# 1998-as rali-világbajnokság
Az 1998-as rali-világbajnokság volt a 26. rali-világbajnoki szezon. Január 19-én kezdődött és november 24-én lett vége. Az egyéni bajnok Tommi Mäkinen lett, a csapat világbajnok pedig a Mitsubishi.

## Végeredmény

### Versenyző
| #   | Versenyző            | Rali   | Rali | Rali  | Rali       | Rali    | Rali          | Rali      | Rali  | Rali      | Rali | Rali        | Rali       | Rali | Összpontszám |
| #   | Versenyző            | Monaco | Svéd | Kenya | Portugália | Spanyol | Franciaország | Argentína | Görög | Új-Zéland | Finn | Olaszország | Ausztrália | UK   | Összpontszám |
| --- | -------------------- | ------ | ---- | ----- | ---------- | ------- | ------------- | --------- | ----- | --------- | ---- | ----------- | ---------- | ---- | ------------ |
| 1   | Tommi Mäkinen        | -      | 10   | -     | -          | 4       | -             | 10        | -     | 4         | 10   | 10          | 10         | -    | 58           |
| 2   | Carlos Sainz         | 10     | 6    | -     | 6          | -       | -             | 6         | 3     | 10        | 6    | 3           | 6          | -    | 56           |
| 3   | Colin McRae          | 4      | -    | -     | 10         | -       | 10            | 2         | 10    | 2         | -    | 4           | 3          | -    | 45           |
| 4   | Juha Kankkunen       | 6      | 4    | 6     | -          | -       | -             | 4         | 4     | 3         | 4    | -           | 2          | 6    | 39           |
| 5   | Didier Auriol        | -      | 1    | 3     | -          | 10      | 1             | -         | 6     | 6         | 3    | -           | 4          | -    | 34           |
| 6   | Richard Burns        | 2      | -    | 10    | 3          | 3       | -             | 3         | -     | -         | 2    | -           | -          | 10   | 33           |
| 7   | Piero Liatti         | 3      | -    | -     | 1          | -       | 4             | 1         | 1     | 1         | -    | 6           | -          | -    | 17           |
| 8   | Freddy Loix          | -      | -    | -     | 4          | 6       | -             | -         | 2     | -         | -    | -           | 1          | -    | 13           |
| 9   | Bruno Thiry          | 1      | -    | -     | -          | -       | 2             | -         | -     | -         | -    | 1           | -          | 4    | 8            |
| 10  | François Delecour    | -      | -    | -     | -          | -       | 6             | -         | -     | -         | -    | -           | -          | -    | 6            |
| 11  | Ari Vatanen          | -      | -    | 4     | 2          | -       | -             | -         | -     | -         | -    | -           | -          | -    | 6            |
| 12  | Gilles Panizzi       | -      | -    | -     | -          | 1       | 3             | -         | -     | -         | -    | 2           | -          | -    | 6            |
| 13= | Kenneth Eriksson     | -      | 3    | -     | -          | -       | -             | -         | -     | -         | -    | -           | -          | -    | 3            |
| 13= | Grégoire De Mévius   | -      | -    | -     | -          | -       | -             | -         | -     | -         | -    | -           | -          | 3    | 3            |
| 15  | Harri Rovanperä      | -      | -    | 2     | -          | -       | -             | -         | -     | -         | -    | -           | -          | 1    | 3            |
| 16= | Marcus Grönholm      | -      | 2    | -     | -          | -       | -             | -         | -     | -         | -    | -           | -          | -    | 2            |
| 16= | Philippe Bugalski    | -      | -    | -     | -          | 2       | -             | -         | -     | -         | -    | -           | -          | -    | 2            |
| 16= | Sebastian Lindholm   | -      | -    | -     | -          | -       | -             | -         | -     | -         | -    | -           | -          | 2    | 2            |
| 19= | Raimund Baumschlager | -      | -    | 1     | -          | -       | -             | -         | -     | -         | -    | -           | -          | -    | 1            |
| 19= | Thomas Rådström      | -      | -    | -     | -          | -       | -             | -         | -     | -         | 1    | -           | -          | -    | 1            |

### Gyártó
| # | Versenyző  | Rali   | Rali | Rali  | Rali       | Rali    | Rali          | Rali      | Rali  | Rali      | Rali | Rali        | Rali       | Rali | Összpontszám |
| # | Versenyző  | Monaco | Svéd | Kenya | Portugália | Spanyol | Franciaország | Argentína | Görög | Új-Zéland | Finn | Olaszország | Ausztrália | UK   | Összpontszám |
| - | ---------- | ------ | ---- | ----- | ---------- | ------- | ------------- | --------- | ----- | --------- | ---- | ----------- | ---------- | ---- | ------------ |
| 1 | Mitsubishi | 2      | 10   | 10    | 3          | 7       | -             | 13        | -     | 4         | 12   | 10          | 10         | 10   | 91           |
| 2 | Toyota     | 10     | 6    | 3     | 6          | 6       | 1             | 6         | 9     | 16        | 9    | 3           | 10         | -    | 85           |
| 3 | Subaru     | 7      | 3    | -     | 11         | -       | 14            | 3         | 11    | 3         | -    | 10          | 3          | -    | 65           |
| 4 | Ford       | 7      | 4    | 10    | 2          | -       | 2             | 4         | 4     | 3         | 4    | 1           | 2          | 10   | 53           |
| 5 | SEAT       | -      | -    | -     | -          | -       | -             | -         | -     | -         | -    | -           | -          | 1    | 1            |